# Keleivis
Keleivis (pol. Podróżnik) – litewski tygodnik wydawany w latach 1848–1918 na terenie Litwy Pruskiej. 
Pismo zaczęło się ukazywać podczas Wiosny Ludów w 1848 roku. Drukowane było czcionką gotycką w języku litewskim. W 1883 roku zdecydowano o jego rektywacji, odtąd wydawano je w Ragnecie oraz Prekulach (1884–1918). Gazeta była subsydiowana przez władze pruskie w Berlinie. 
Wśród autorów tekstów znaleźli się Fridrichas Kuršaitis, A. Einaras i V. Kuczius. Pierwszy numer ukazał się 4 lipca 1849 roku. Gazeta ukazywała się w środy i była pisana czcionką Fraktur. Gazeta była redagowana i pisana głównie przez Kurschata. Publikowała wiele tekstów religijnych i kazań, wiadomości politycznych i innych. Od około 1851 r. jej zawartość stała się nieco bardziej zróżnicowana. Zaczęto publikować więcej wiadomości zagranicznych i okazjonalne artykuły na temat rolnictwa, nauki lub technologii. Były to jedne z pierwszych tekstów popularnonaukowych w języku litewskim i wymagały stworzenia różnych neologizmów dla nowych terminów technicznych. Niektóre z tych terminów zostały przyjęte przez pruskich Litwinów i były używane do początku XX wieku.